# Колпаченко, Александр Николаевич
Алекса́ндр Никола́евич Колпаче́нко (род. 12 января 1959, Александрия, Кировоградская область, УССР, СССР) — российский военачальник. Начальник береговых войск Военно-Морского Флота Российской Федерации (2009—2017), генерал-лейтенант (13.12.2014).

## Биография
Родился 12 января 1959 года в городе Александрии Кировоградской области,
УССР, СССР.
После окончания средней школы в 1976 году поступил в Рязанское высшее воздушно-десантное командное училище (РВВДКУ), которое окончил в 1980 году.
После окончания РВВДКУ в 1980 году направлен для прохождения дальнейшей службы в должности командира взвода разведывательной роты 104-го гвардейского парашютно-десантного полка 76-й гвардейской воздушно-десантной дивизию (город Псков).
С 1984 по 1986 г. проходил службу в ДРА в 350-м, а затем в 317-м пдп на должностях заместителя командира и командира разведроты 317-го гв. пдп ОКСВ в Афганистане.
После возвращения из Афганистана в 1986 году служил в 104-м гвардейском пдп, где последовательно прошел должности от командира разведывательной роты до командира парашютно-десантного батальона.
В 1992 году — слушатель Военной академии им. М. В. Фрунзе. По окончании академии в 1995 году был переведен заместителем командира полка в 242-й учебный центр ВДВ, город Омск.
В 1997 году назначен командиром полка.
В 2000—2003 — начальник штаба 7-й гв. вдд в городе Новороссийске.
В июле 2003 года вернулся в Омск, возглавив 242-й учебный центр ВДВ.
В июне 2005 года назначен командиром 76-й гв. вдд (Псков).
С 2009 по 2017 годы являлся начальником береговых войск ВМФ Российской Федерации (с июля 2010 года должность именовалась: начальник береговых ракетно-артиллерийских войск и морской пехоты ВМФ]]).
В 2014 году присвоено воинское звание генерал-лейтенант.
С сентября 2017 года — в запасе

## Семья
Женат, двое детей. Старший сын окончил Краснодарское военное училище. Младший сын окончил Балтийский морской институт имени Ф. Ф. Ушакова (филиал Военного учебно-научного центра ВМФ «Военно-морская академия имени Адмирала Флота Советского Союза Н. Г. Кузнецова» в Калининграде), сейчас служит на Балтийском флоте, офицер корвета «Сообразительный». Есть внучка.

## Награды
- Орден «За заслуги перед Отечеством» IV степени с мечами (2008 год)[4]
- Орден Суворова[5]
- Орден «За военные заслуги»[6]
- Орден Красной Звезды[6] (1984, 1986)
- Орден «За службу Родине в Вооружённых Силах СССР» III степени[6]
- Медаль Жукова
- Медаль «70 лет Вооружённых Сил СССР»
- Медаль «За отличие в военной службе» I степени
- Медаль «200 лет Министерству обороны»
- Медаль Генерал армии Маргелов
- Медаль За возвращение Крыма
- Медаль Участнику военной операции в Сирии
- Медаль В память 15-летия вывода Советских войск из Афганистана
- Медаль 70 лет создания Воздушно-десантных войск СССР
- Медаль 75 лет Воздушно-десантным войскам
- Медаль «За безупречную службу»  II, III степеней
- Знак «Воину-интернационалисту»
- Орден «Звезда»
- Медаль "Воину-интернационалисту от благодарного афганского народа" (Афганистан)
- Медаль Боевое содружество (Сирия)